# Kriegerdenkmal Algenstedt
Das Kriegerdenkmal Algenstedt ist ein denkmalgeschütztes Kriegerdenkmal im Ortsteil Algenstedt der Stadt Gardelegen in Sachsen-Anhalt. Im örtlichen Denkmalverzeichnis ist das Kriegerdenkmal unter der Erfassungsnummer 094 98045 als Baudenkmal verzeichnet.

## Allgemeines
Es ist ein Denkmal für die Gefallenen des Ersten Weltkriegs. Es besteht aus einem mehrstufigen Sockel mit einem tempelartigen Aufsatz, gekrönt von einem Adler mit ausgebreiteten Schwingen. Im oberen Drittel des Aufsatzes befinden sich die beiden Jahreszahlen 1914 und 1918 als Relief getrennt durch ein Eisernes Kreuz. In den beiden anderen Dritteln ist eine Gedenktafel mit einer Inschrift und den Namen der Gefallenen eingelassen.
In der Dorfkirche Algenstedt befindet sich eine Gedenktafel für die Gefallenen des Ersten Weltkriegs und des Zweiten Weltkriegs. Sowie auf dem Friedhofsgelände einige Soldatengräber.